# Santa María Atexcac
Atexcac, pueblo que se le conoce también como Santa María Atexcac. Es la primera de ocho localidades con la categoría de junta auxiliar que pertenece al municipio poblano de Huejotzingo. Su nombre se compone de dos partes; una de origen español Santa María en honor a la virgen María y otra de origen náhuatl Atexcac que etimológicamente está formado por tres voces en náhuatl: atl que significa agua; texcalli, peña y co, en; que unidas quieren decir En el agua que brota de la peña.

## Historia
El pueblo fue fundado durante la época de las grandes haciendas, aunque existen dos versiones sobre esta: la primera narra que se creó de varios grupos que se separaron de las exhaciedas de San Diego Buenavista, Rancho Cabra y San Sebastián del Monte. La segunda cuenta que fue establecido cerca del año de 1857 a partir de dos familias que se separaron una de la población de Xaltepetlapan y la otra de Santa María de la Nieves Nepopualco, evento que dio origen a los dos barrios que actualmente componen la población; el de Abajo y el de Arriba, respectivamente.

## Geografía

### Localización

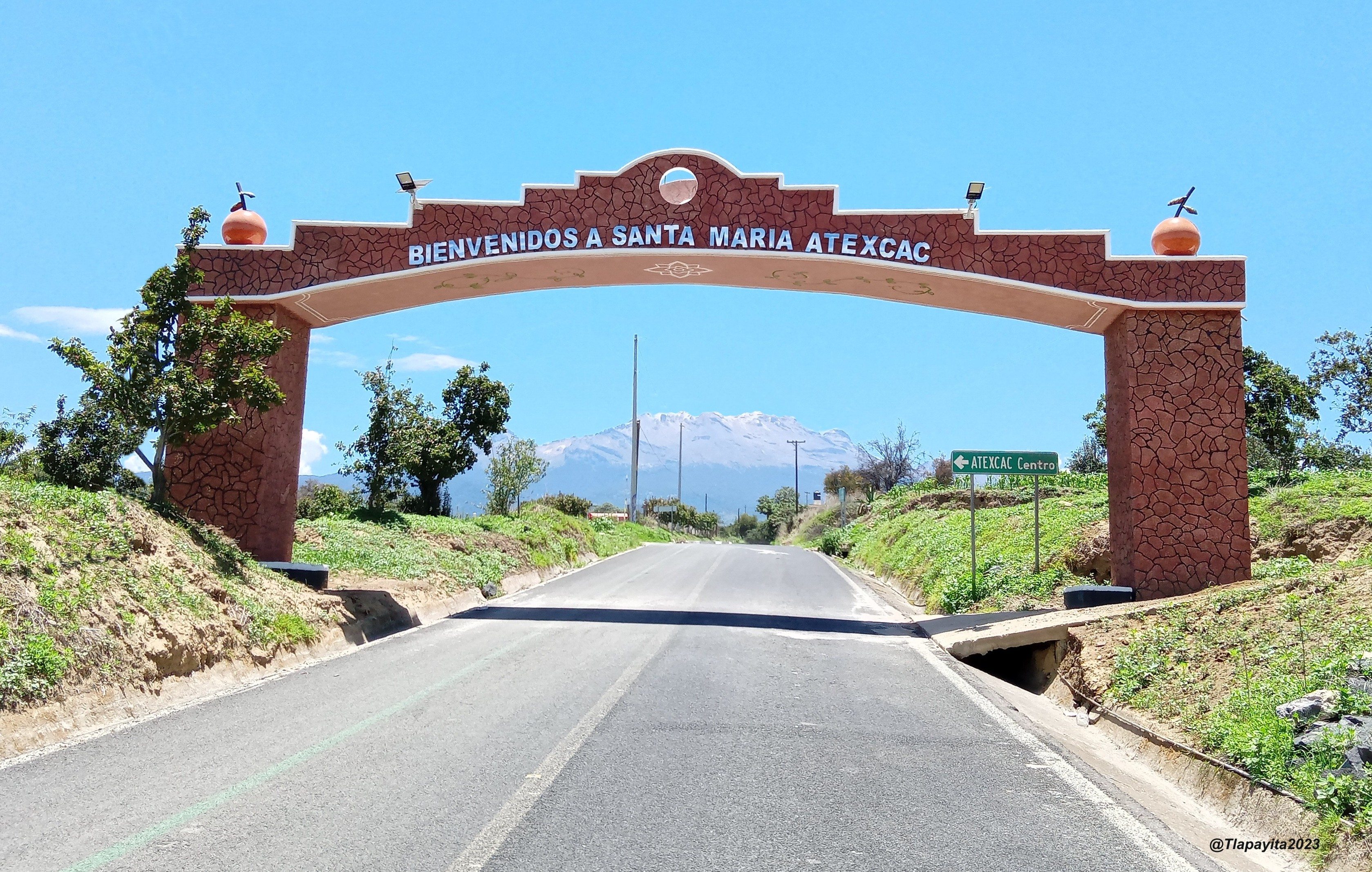
Arco de bienvenida y acceso principal a Santa María Atexcac, sobre el Camino Real de Atexcac que comunica con el municipio de Domingo Arenas, Pue. 2023.

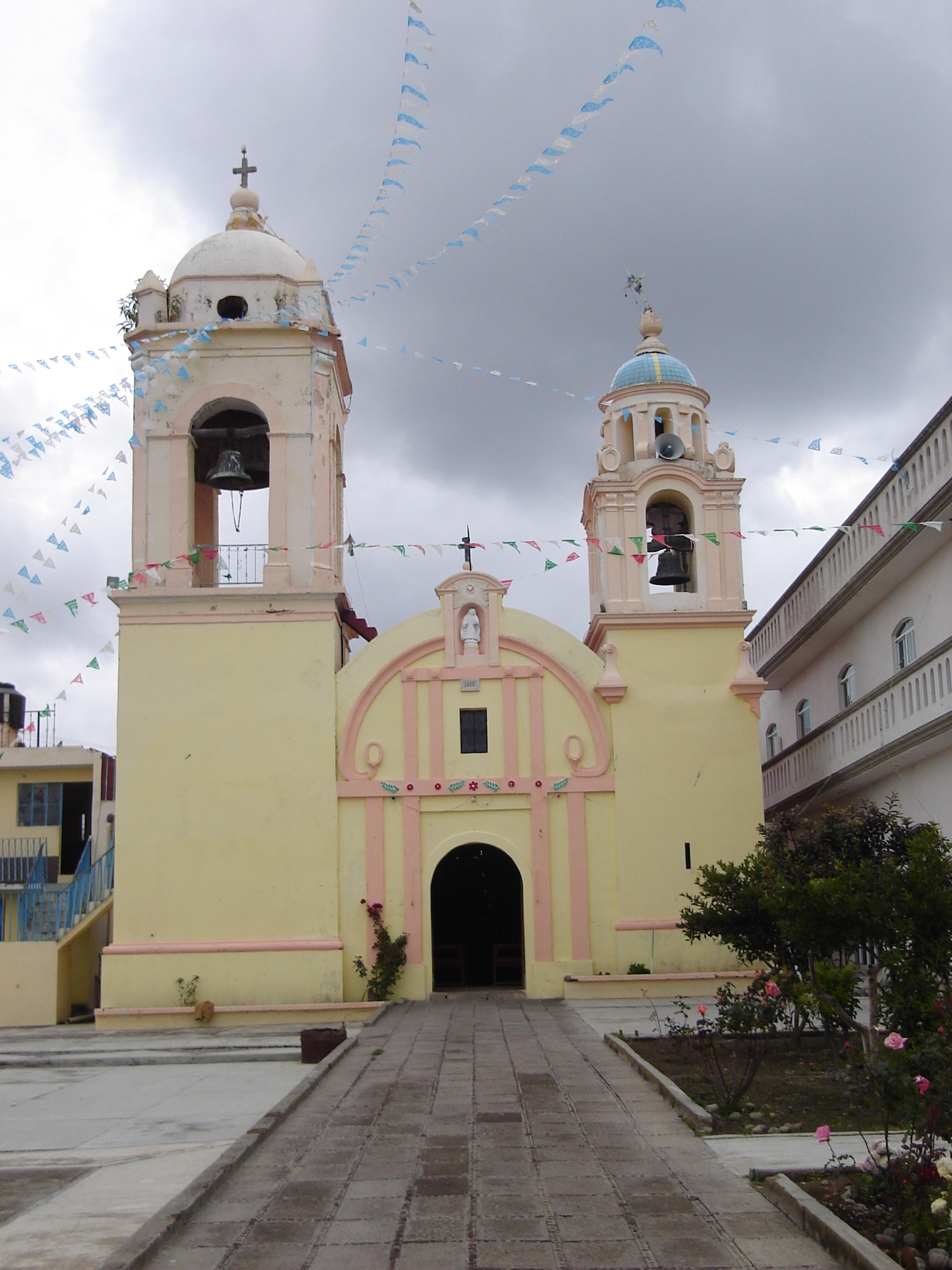
Templo de Santa María Atexcac

La localidad se ubica sobre la pendiente oriental del volcán Iztaccíhuatl a varios kilómetros de distancia de la cabecera municipal. El zócalo de la población se encuentra a 2400 metros sobre el nivel del mar y se localiza en las coordenadas geográficas 19° 08' 9.49 latitud Norte y 98° 29' 49.59 longitud Oeste.

### Orografía
La configuración orográfica del territorio del pueblo está determinada por su ubicación cercana a la Sierra Nevada; convencionalmente se considera de los 2500 m s. n. m. hacia el oriente como el Valle de Puebla; entre las cotas 2500 y 3000, a las faldas inferiores de la Sierra Nevada, y de la cota 3000 hacia el poniente, a la Sierra Nevada que forma parte del . El ascenso culmina en el volcán Iztaccíhuatl que marca el límite con el estado de México. En el volcán mencionado se distinguen, de norte a sur, tres alturas; la Cepeba, con 5,146 metros de altitud; el Pecho con 5,383; y los pies con 4,740 metros sobre nivel del mar; los aparatos crateriformes por donde tuvieron lugar las erupciones que lo formaron han desaparecido y la montaña formada por este edificio volcánico, en su cumbre, se encuentra cubierto de nieve y presenta varios accidentes topográficos importantes como talwges, suaves y abruptas pendientes que son los restos de los enormes glaciales y ventisqueros formados por la constante glaciación alpina.
Entre el pecho y los pies del volcán se forma una depresión que es el hecho de un ventisquero en las laderas occidentales de la montaña llamada Ayolócotl; en los bordes de las corrientes arrastrados grandes volúmenes de roca de varios tamaños que dan origen a morenas, las que al moverse bajo hielo se pulen y estrían en diversas direcciones.

### Clima
En el territorio del pueblo se identifican tres climas: Clima templado subhúmedo con lluvias en verano, en la zona m{as baja al oriente. Clima semifrío subhúmedo con lluvias en verano en las faldas inferiores del volcán Iztaccíhuatl. Y clima frío en las partes más altas de la Sierra Nevada.

### Recursos naturales
Hace varias décadas el recurso predominante en el pueblo era el forestal, pero debido a esta actividad en la actualidad el recurso se encuentra en decadencia. Los habitantes son productores agrícolas principalmente de maíz, fríjol, chicharo, calabaza, chile, papa, además de frutas como el tejocote, capulín, durazno, pera así como de manzana y ciruela en la parte alta del volcán.

## Demografía

### Población
De acuerdo con los datos del Censo de Población y Vivienda 2010 tiene una población total de 2978 habitantes, de los cuales 1452 son hombres y 1526 son mujeres, distribuidos en 576 viviendas.

## Gobierno

### Regionalización política
El pueblo de Atexcac, al igual que el municipio pertenece a las siguientes regiones:

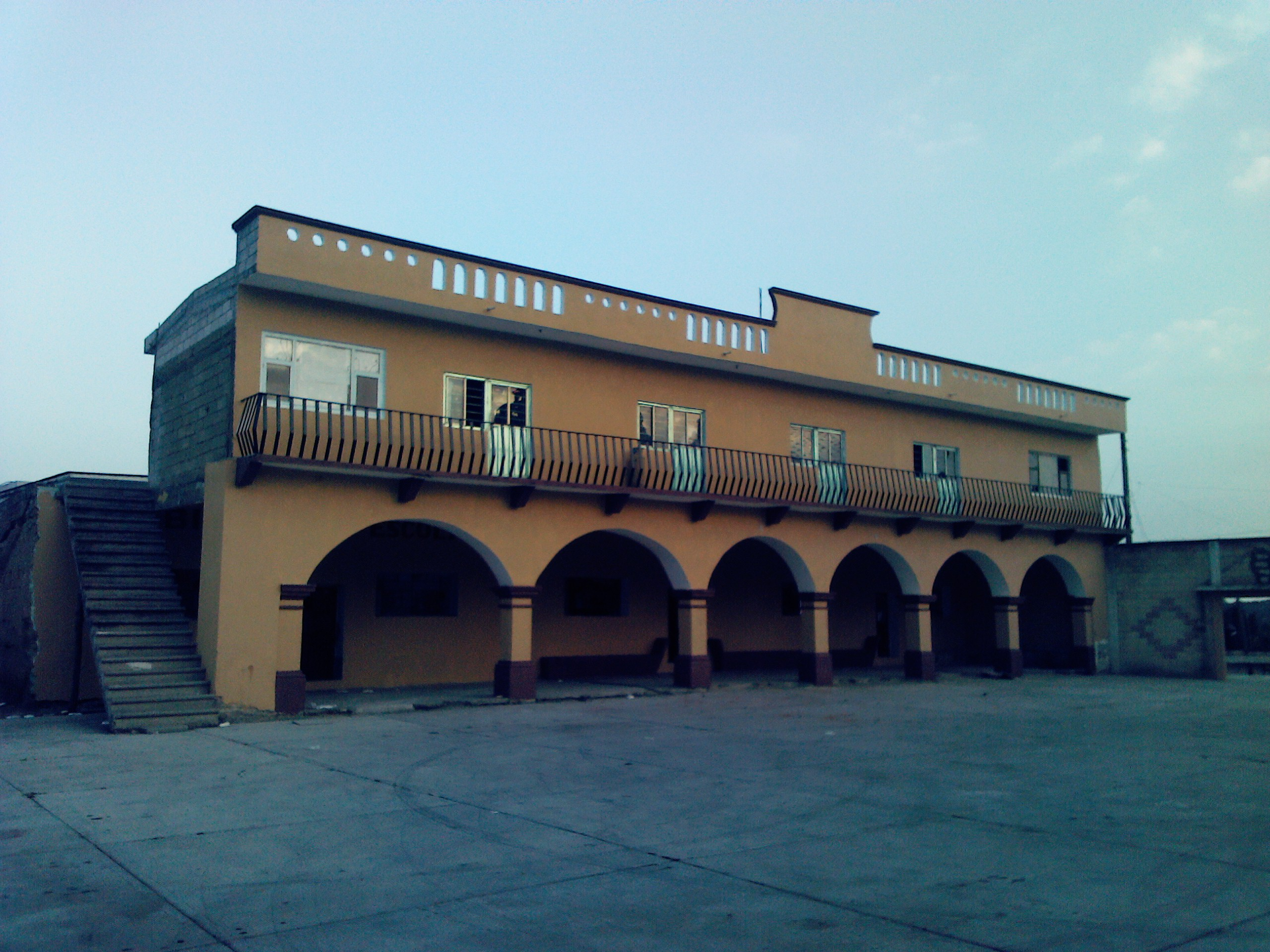
Edificio antiguo de la Presidencia Auxiliar de Santa María Atexcac, Huejotzingo, Puebla.

| Municipio                  | 074, Huejotzingo                          |
| Distrito Local Electoral   | 8°, con cabecera en Huejotzingo           |
| Distrito Federal Electoral | 5º, con cabecera en San Martín Texmelucan |
| Región Socioeconómica      | IV, Angelópolis                           |
| Región Sanitaria           | Número 5, con cabecera en Huejotzingo     |
| Región Educativa           | Número 5, con cabecera en Cholula         |
| Distrito Judicial          | VIII, con cabecera en Huejotzingo         |

### Autoridades auxiliares
A la máxima autoridad del pueblo se le denomina Presidente Auxiliar Municipal, es electo popularmente por los habitantes de la comunidad en plebiscito el último domingo del mes de marzo, toma posesión el 15 de abril del mismo año por un período de tres años.
La junta auxiliar está integrada por un presidente auxiliar municipal y cuatro miembros propietarios y sus respectivos suplentes; las funciones de esta autoridad auxiliar están sujetos al Ayuntamiento.

### Cronología de Presidentes Municipales
Los presidentes auxiliares que han gobernado este pueblo, de acuerdo con los documentos del Archivo Documental e Histórico de la Presidencia Auxiliar son:
| Presidente                    | Periodo   |
| ----------------------------- | --------- |
| Enrique Gordillo              | ?_1966    |
| Pascual Pantoja               | 1969-1972 |
| Arcadio Lozano Rojas          | 1972-1975 |
| Otilio Mestre Pantoja         | 1975-1978 |
| Eufemio Mestre Rámirez        | 1978-1981 |
| Fidel Lozano Rojas            | 1981-1984 |
| Ángel Cuba Pantoja            | 1984-1987 |
| Maximíno Torres Montes        | 1987-1990 |
| Marcelino Sánchez Flores      | 1990-1993 |
| José Abel Luna Pérez          | 1993-1996 |
| Benjamín Sánchez Méndez       | 1996-1999 |
| Edilberto Rojas Rojas         | 1999-2002 |
| José Manuel A. Pedraza Mestre | 2002-2005 |
| Delfino Morante Bueno         | 2005-2008 |
| Francisco Moratín Pantoja     | 2008-2011 |
| Pascual Sánchez Terreros      | 2011-2014 |
| Luis Emilio Méndez Pantoja    | 2014-2018 |